# All New World of Lemmings
All New World of Lemmings — это головоломка, выпущенная в 1994 году, в качестве третьей игры в серии Lemmings. В Северной Америке игра получила название The Lemmings Chronicles. Она была издана Psygnosis и стал последней игрой в серии Lemmings разработанной DMA Design.
Геймплей похож на оригинальные игры, требуя от игрока привести всех леммингов к выходу, предоставив им соответствующие «навыки».

## Сюжет
Сюжет All New World of Lemmings продолжается там, где заканчивается Lemmings 2. Из двенадцати племен, сбежавших с острова Лемминга, в этой игре следуют приключения трех племен: племя Тени, классическое племя и египетское племя. Каждое племя оставляет летающий Ковчег, из которого они сбежали, и находит свой собственный остров для изучения.

## Геймплей
All New World of Lemmings имеет лучшую графику, по сравнению с предыдущими играми серии Lemmings, и вводит врагов а также альтернативные навыки для леммингов. В игре есть 90 уровней, 30 для каждого племени. Как и в предыдущей игре, лемминги, сохраненные на одном уровне, появляются на следующем.
Только пять навыков доступны на каждом уровне изначально, в то время как другие могут быть даны, когда лемминг берет предмет. Новый режим «повтора» позволяет игроку автоматически повторять все, что было сделано ранее на уровне, с возможностью продолжить воспроизведение в любой заданной точке. В уровнях практики доступны все навыки для экспериментов.

## Разработка
Майк Дайли, программист DMA Design, рассказал, что «Lemmings 3 был сделан больше для того, чтобы положить конец нашей приверженности Psygnosis, чем на самом деле сделать хорошую игру. Больший размер персонажа действительно испортил его, но это было сделано так, потому что к нам обратились из The Children's Television Workshop, которые хотели использовать персонажа и игру; они хотели, чтобы лемминги были больше, что в итоге испортило персонажей. Когда мы закончили Lemmings 3, я думаю, мы все были готовы двигаться дальше."

## Отзывы
Рецензент из Next Generation поставил версии на DOS три из пяти звезд, комментируя: «Хотя основная идея заключается в том, чтобы спасти суицидальных животных, DMA тщательно избегала «той же» ловушки, увеличивая размер леммингов, создавая фантастические новые фоны и добавляя множество функций ... Отличная новая перспектива на старом резерве."

## Сиквелы
Следующая игра в серии Lemmings после All New World of Lemmings - это 3D Lemmings (1995), которая берёт сюжетную линию и большинство функций от Lemmings 2 и All New World of Lemmings.